# Bring me to life
Bring Me to Life is een nummer van de Amerikaanse rockband Evanescence. Het nummer is geschreven door zangeres Amy Lee, Ben Moody en David Hodges en geproduceerd door Dave Fortman. "Bring Me to Life" is op 7 april 2003 in de VS, Canada en Europa uitgebracht als eerste single van Evanescences debuutalbum Fallen. Op 23 mei volgden Australië en Nieuw-Zeeland.
Het nummer bevat invloeden van alternatieve metal, rap-rock, gothic metal en nu metal.

## Achtergrond
De single kreeg extra aandacht nadat deze op de soundtrack van de film Daredevil verscheen. Het werd een nummer 1-hit in Australië, het Verenigd Koninkrijk en Italië. Verder behaalde de single in meer dan vijftien landen de top 10. Bij de 46e Grammy Awards won de band een Grammy voor Best Hard Rock Performance met deze single. De single was ook genomineerd voor Best Rock Song, maar won deze prijs niet.
In Nederland was de single in week 16 van 2003 Megahit op destijds Radio 3FM en in week 17 van 2003 Alarmschijf op toentertijd Radio 538. De single werd een grote hit en bereikte de 6e positie in de Nederlandse Top 40 op toen Radio 538 en de 10e positie in de publieke hitlijst op Radio 3FM; de Mega Top 50.
In België bereikte de single de 7e positie in de Vlaamse Ultratop 50 en de 2e positie in de Waalse  Ultratop 50. In de Vlaamse Radio 2 Top 30 werd géén notering behaald.
Sinds de editie van 2015 staat de single genoteerd in de jaarlijks uitgezonden NPO Radio 2 Top 2000 van de Nederlandse publieke radiozender NPO Radio 2, met als hoogste notering tot nu toe een 429e positie in 2022.

## Personeel
- Amy Lee – piano, keyboard, zang
- Ben Moody – productie, gitaar, percussie
- David Hodges – piano, keyboard, arrangement
- Josh Freese – drums
- Dave Fortman – productie
- Francesco DiCosmo – basgitaar
- David Campbell – arrangementen
- Graeme Revell – arrangementen, orkestdirigent

## NPO Radio 2 Top 2000
| Nummer met noteringen in de NPO Radio 2 Top 2000 | '15 | '16 | '17 | '18 | '19 | '20 | '21 | '22 | '23 | '24 |
| ------------------------------------------------ | --- | --- | --- | --- | --- | --- | --- | --- | --- | --- |
| Bring Me to Life                                 | 888 | 878 | 732 | 693 | 618 | 598 | 560 | 429 | 460 | 447 |

1. ↑  Een vetgedrukt getal geeft de hoogste notering aan.
2. ↑  2015 was het eerste jaar met een notering voor dit nummer.